# Jurij Skobow
Jurij Gieorgijewicz Skobow (ros. Юрий Георгиевич Скобов, ur. 13 marca 1949 w Klimowie, zm. 5 sierpnia 2024) – rosyjski biegacz narciarski reprezentujący Związek Radziecki, złoty medalista olimpijski oraz srebrny medalista mistrzostw świata.

## Kariera
Igrzyska w Sapporo w 1972 r. były jego olimpijskim debiutem. Wspólnie z Władimirem Woronkowem, Fiodorem Simaszowem i Wiaczesławem Wiedieninem zdobył złoty medal w sztafecie 4 × 10 km. Na tych samych igrzyskach zajął także 5. miejsce w biegu na 15 km oraz 15. miejsce w biegu na 30 km stylem klasycznym. Cztery lata później, podczas igrzysk olimpijskich w Innsbrucku w 1976 r. zajął 16. miejsce w biegu na 15 km. Na późniejszych igrzyskach już nie startował.
W 1974 r. wystartował na mistrzostwach świata w Falun, gdzie wspólnie z Wasilijem Roczewem, Fiodorem Simaszowem i Iwanem Garaninem wywalczył srebrny medal w sztafecie.
Skobow pięciokrotnie zdobywał tytuł mistrza Związku Radzieckiego. Był najlepszy w biegu na 15 km w 1972 i 1973 r., na 30 km w 1972 r. oraz w sztafecie w 1973 i 1974 r.

## Osiągnięcia

### Igrzyska olimpijskie
| Miejsce | Dzień     | Rok  | Miejscowość | Konkurencja             | Czas biegu | Strata   | Zwycięzca            |
| ------- | --------- | ---- | ----------- | ----------------------- | ---------- | -------- | -------------------- |
| 15.     | 4 lutego  | 1972 | Sapporo     | 30 km stylem klasycznym | 1:36:31,15 | +3:47,55 | Wiaczesław Wiedienin |
| 5.      | 7 lutego  | 1972 | Sapporo     | 15 km stylem klasycznym | 45:28,24   | +36,35   | Sven-Åke Lundbäck    |
| 1.      | 13 lutego | 1972 | Sapporo     | Sztafeta 4 × 10 km      | 2:04:47,94 | -        | -                    |
| 16.     | 8 lutego  | 1976 | Innsbruck   | 15 km stylem klasycznym | 43:58,47   | +2:17,80 | Nikołaj Bażukow      |

### Mistrzostwa świata
| Miejsce | Dzień     | Rok  | Miejscowość | Konkurencja             | Czas biegu | Strata | Zwycięzca   |
| ------- | --------- | ---- | ----------- | ----------------------- | ---------- | ------ | ----------- |
| 10.     | 19 lutego | 1974 | Falun       | 15 km stylem klasycznym | 41:39,09   | +56,84 | Magne Myrmo |
| 2.      | 21 lutego | 1974 | Falun       | Sztafeta 4 × 10 km      | 2:03:15,85 | +9,46  | NRD         |